# Monocarpia euneura
Monocarpia euneura är en kirimojaväxtart som beskrevs av Friedrich Anton Wilhelm Miquel. Monocarpia euneura ingår i släktet Monocarpia och familjen kirimojaväxter. Inga underarter finns listade i Catalogue of Life.